# Бэрд (антарктическая станция)

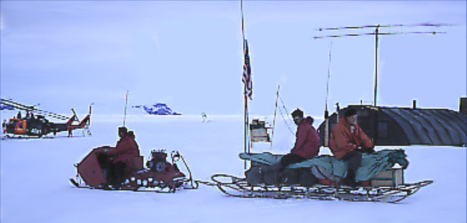
Станция Бэрд, 1960 год

Бэрд (англ. Byrd) — антарктическая внутриконтинентальная научная станция США на Земле Мэри Бэрд (80°01' южной широты и 119°32' западной долготы). Названа именем Ричарда Бэрда. Открыта 1 января 1957 года в связи с проведением Международного геофизического года. На первую половину 2012 года станция закрыта.
Расположена на поверхности ледникового плато на высоте 1530 м над уровнем моря, в 660 км от берега. На станции в зимнее время работало 20—36 человек. Велись аэрометеорологические, геофизические, гляциологические и другие наблюдения. В летнее время станция Бэрд служила базой для маршрутных исследований Западной Антарктиды.

## История
Станция была создана совместными усилиями американских военных и учёных. В конце 1956 года с американской антарктической базы Литл-Америка V выехал санно-гусеничный поезд под командованием майора армии США Мерла Доусона (англ. Merle Dawson). Поезд успешно преодолел 1040 километров по ещё неисследованной территории Земли Мэри Бэрд до заранее выбранного места новой станции. На нём были доставлены материалы для строительства четырёх быстровозводимых строений, которые были возведены менее чем за месяц «морскими пчёлками» — служащими инженерно-строительных частей ВМС США. Уже 1 января 1957 года станция была принята в эксплуатацию. На своём первоначальном месте станция (называемая также Старый Бэрд (Old Byrd)) простояла около четырёх лет, после чего строения начали рушиться под тяжестью снега. В 1960 году неподалёку от первой станции начали возводиться подземные/подснежные сооружения второй, которые круглогодично использовались до 1972 года. С 1972 года станция стала сезонной, а в 2004—2005 году прекратила работу.
На станции работал известный исследователь полярных сияний Джон Тертл (англ. John P. Turtle), чьим именем названа гора Тертл (англ. Turtle Peak) на Земле Мэри Бэрд.
Национальный научный фонд, финансирующий Антарктическую программу США, в июне 2009 года объявил о планах создания нового научного лагеря для осуществления нескольких исследований в Западной Антарктике, в том числе на леднике Пайн-Айленд (англ. Pine Island Glacier). По плану, этот лагерь или станцию предполагается разместить примерно в 1400 км от станции Мак-Мердо и использовать главным образом в качестве промежуточного аэродрома антарктической авиации; там смогут жить до 50 человек. Второй полевой лагерь планируется разместить около ледника Пайн-Айленд для осуществления научно-исследовательского проекта, возглавляемого учёным НАСА, геофизиком и гляциологом Робертом Биндшадлером (англ. Robert Bindschadler); также второй лагерь станет вертолётной базой для воздушных операций на леднике.

## Климат
В последние годы в этом районе Антарктиды, в середине Западно-Антарктического ледового щита (англ. West Antarctic Ice Sheet) отмечается тенденция к потеплению климата, особенно быстро растут зимне и весенние температуры воздуха.
| Показатель              | Янв.  | Фев.  | Март  | Апр.  | Май   | Июнь  | Июль  | Авг.  | Сен.  | Окт.  | Нояб. | Дек.  | Год   |
| ----------------------- | ----- | ----- | ----- | ----- | ----- | ----- | ----- | ----- | ----- | ----- | ----- | ----- | ----- |
| Абсолютный максимум, °C | 5,0   | −3,3  | −8,9  | −8,3  | −8,3  | −10,6 | −12,2 | −13,9 | −10   | −12,8 | −6,1  | 1,1   | 5,0   |
| Средняя температура, °C | −14,6 | −20,1 | −27,5 | −30   | −33,1 | −34,4 | −35,4 | −36,3 | −37,3 | −31,5 | −21,9 | −15,4 | −28,1 |
| Абсолютный минимум, °C  | −28,9 | −40   | −40   | −56,7 | −61,7 | −61,1 | −60,6 | −62,2 | −62,2 | −58,3 | −43,3 | −34,4 | −62,2 |
| Норма осадков, мм       | 6     | 4     | 2     | 1     | 5     | 3     | 2     | 1     | 0     | 1     | 2     | 3     | 30    |
| Источник: NOAA          |       |       |       |       |       |       |       |       |       |       |       |       |       |